# Vystrkov (Cetenov)
Vystrkov (německy Wysterkow) je malá vesnice, část obce Cetenov v okrese Liberec. Nachází se asi půl kilometru východně od Cetenova. Vystrkov leží v katastrálním území Cetenov o výměře 4,06 km².

## Historie
První písemná zmínka o vesnici pochází z roku 1790.
První dochovaná zmínka o vsi Cetenov-Vystrkov se nachází v nejstarších Purkrechtních registrech, které roku 1536 založil pro vsi svého panství Janem z Vartemberka.
V historii osada Vystrkov ležela na důležité silnici z Prahy do Žitavy, dnes však leží stranou všech důležitých komunikací a celé správní území tak leží mimo hlavní silniční a železniční tahy.
Do druhé světové války tvořili většinu obyvatel čeští Němci, kteří byli po válce vysídleni.

## Galerie

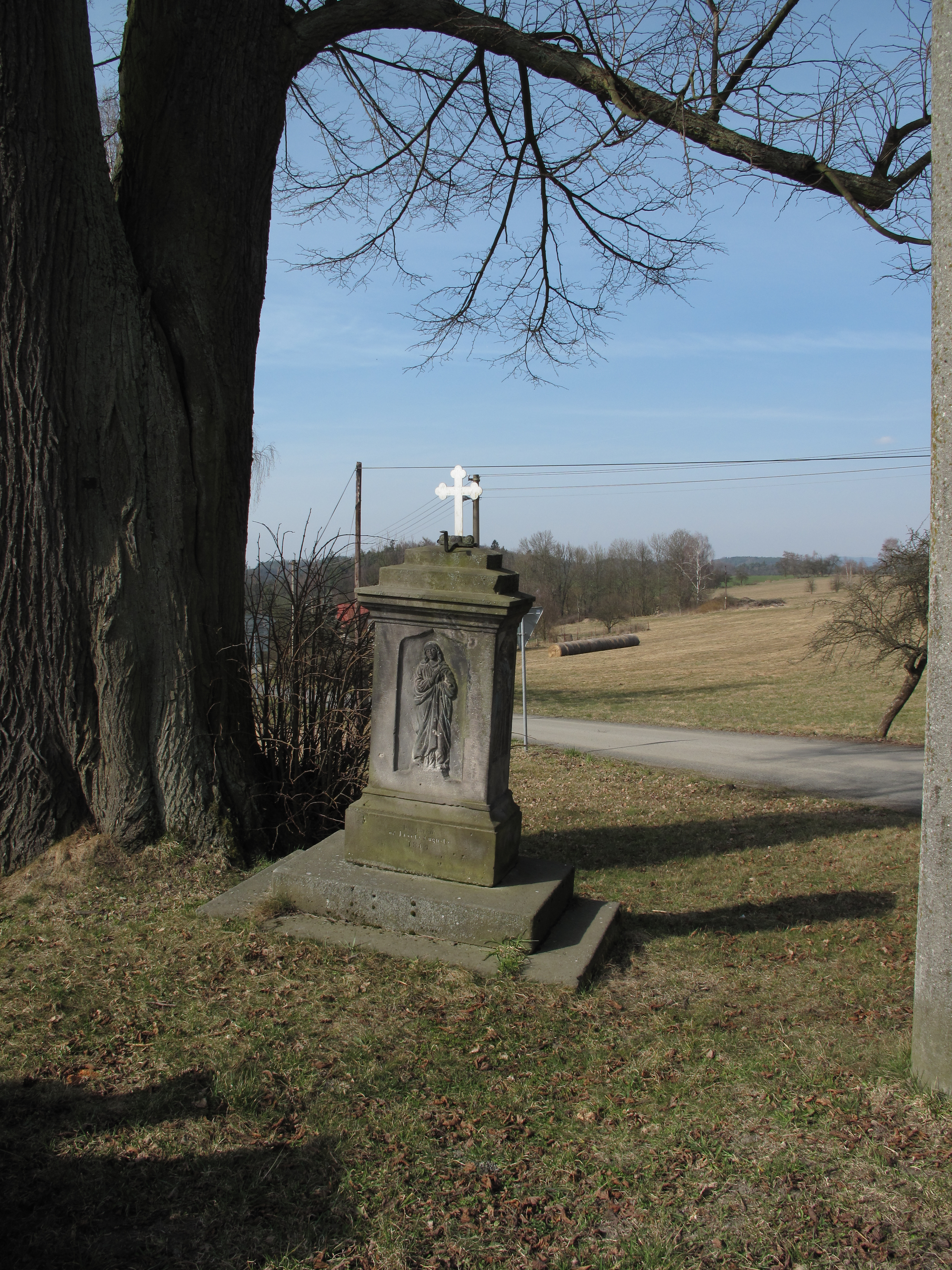
Křížek
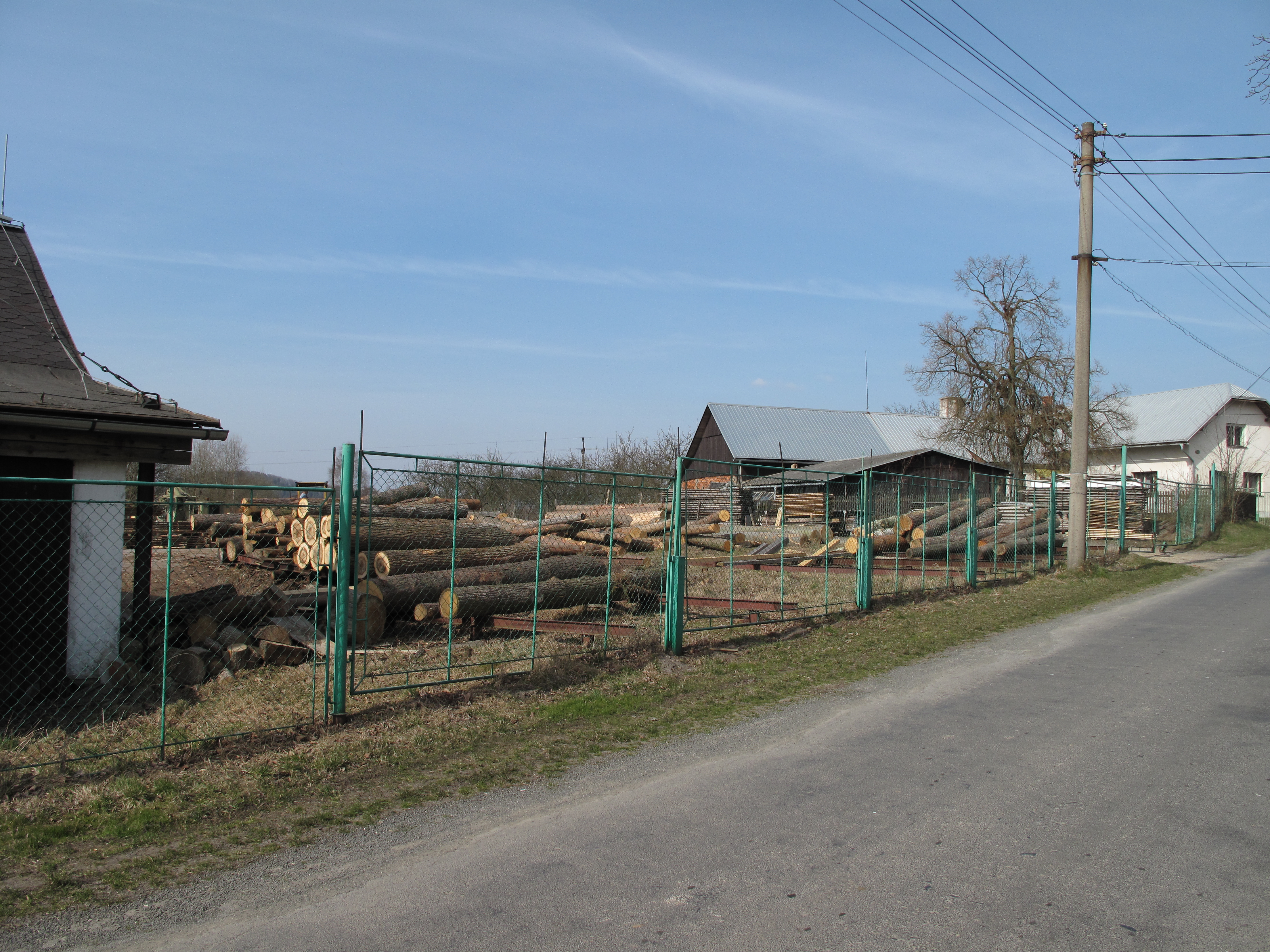
Pila
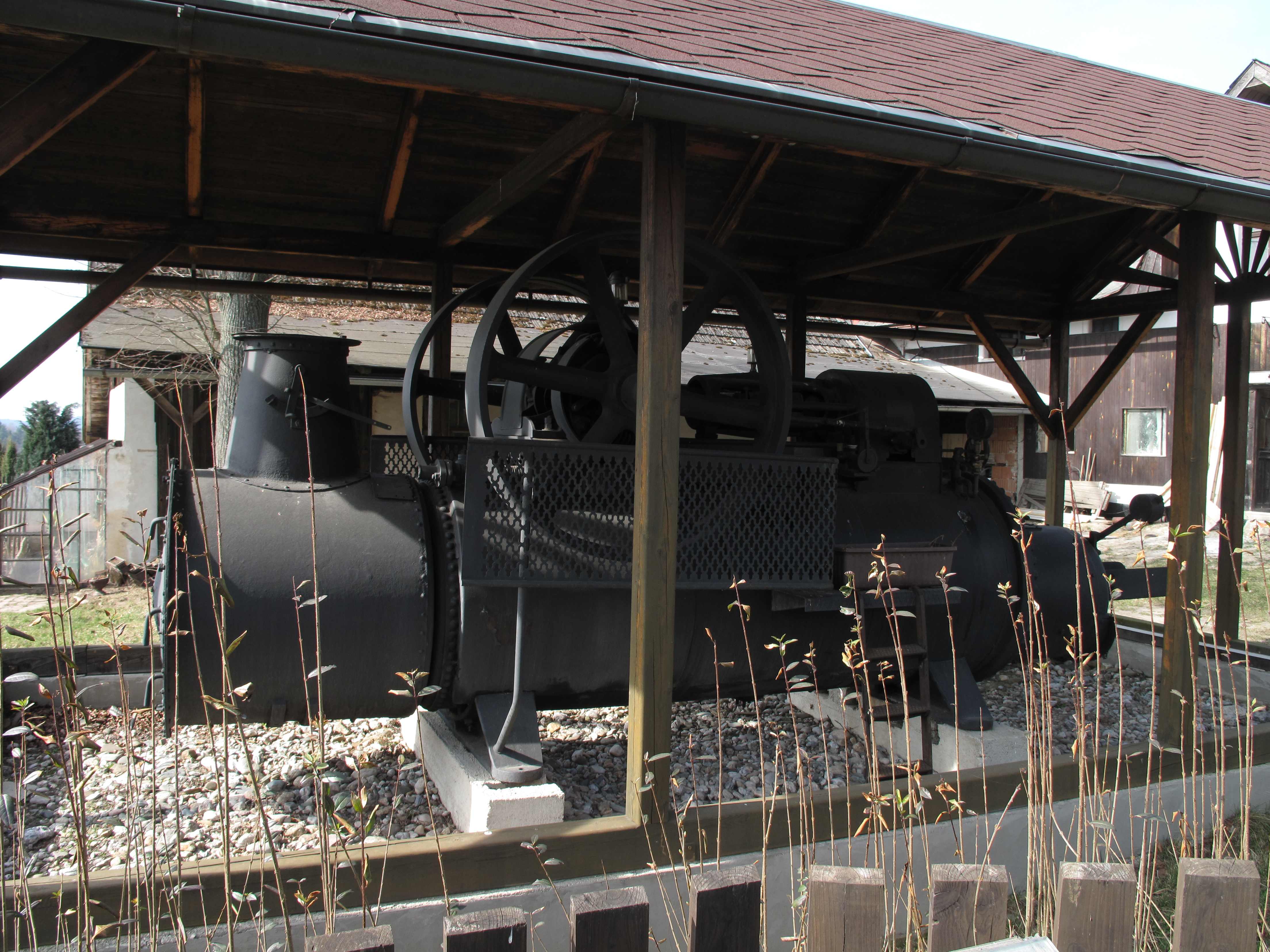
Historická parní lokomotiva
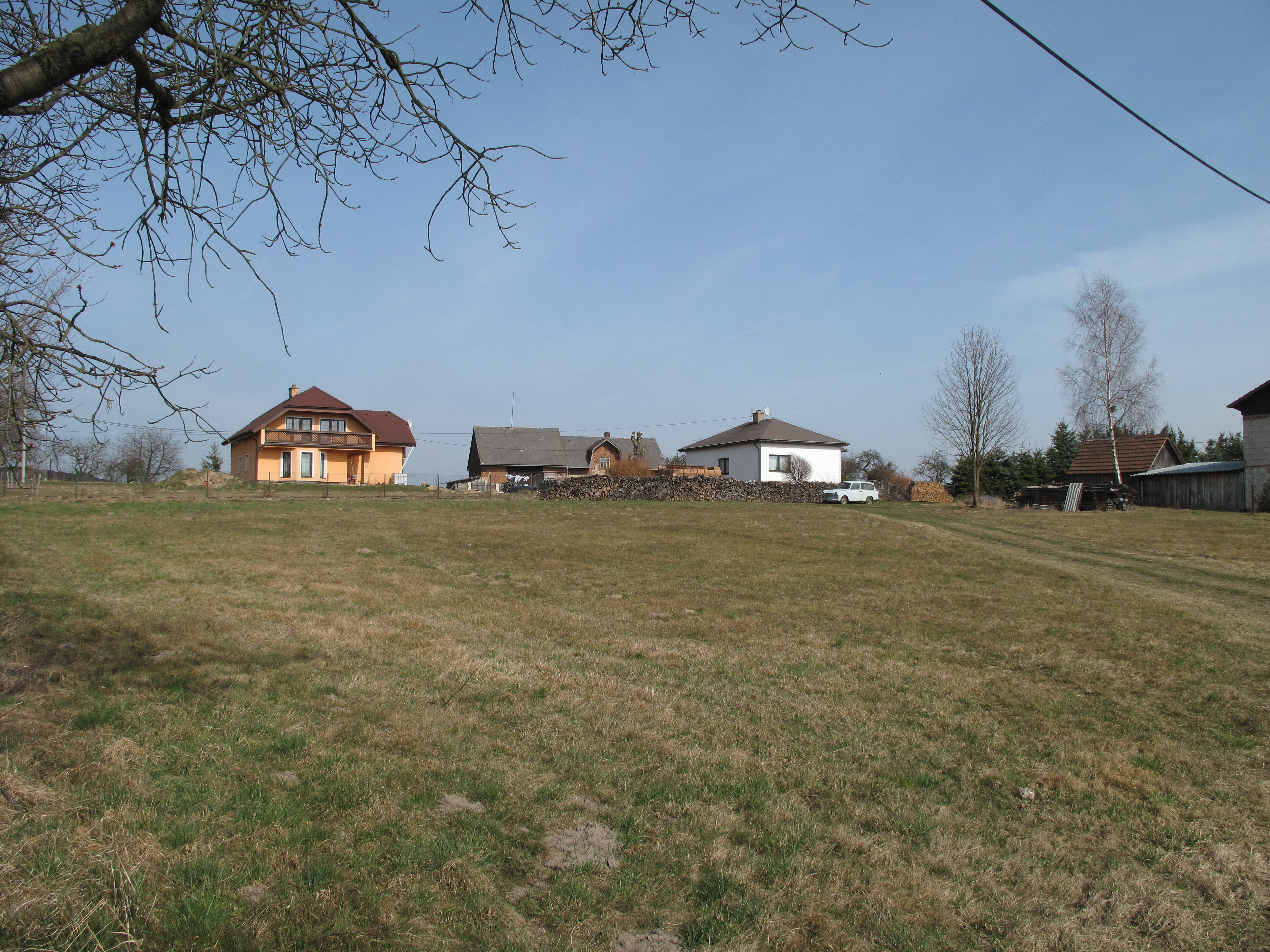
Rodinné domy